# Brachirus siamensis
Brachirus siamensis és un peix teleosti de la família dels soleids i de l'ordre dels pleuronectiformes que es troba a les costes de Tailàndia i de la Mar de la Xina Meridional.